# Polinia (glaciología)

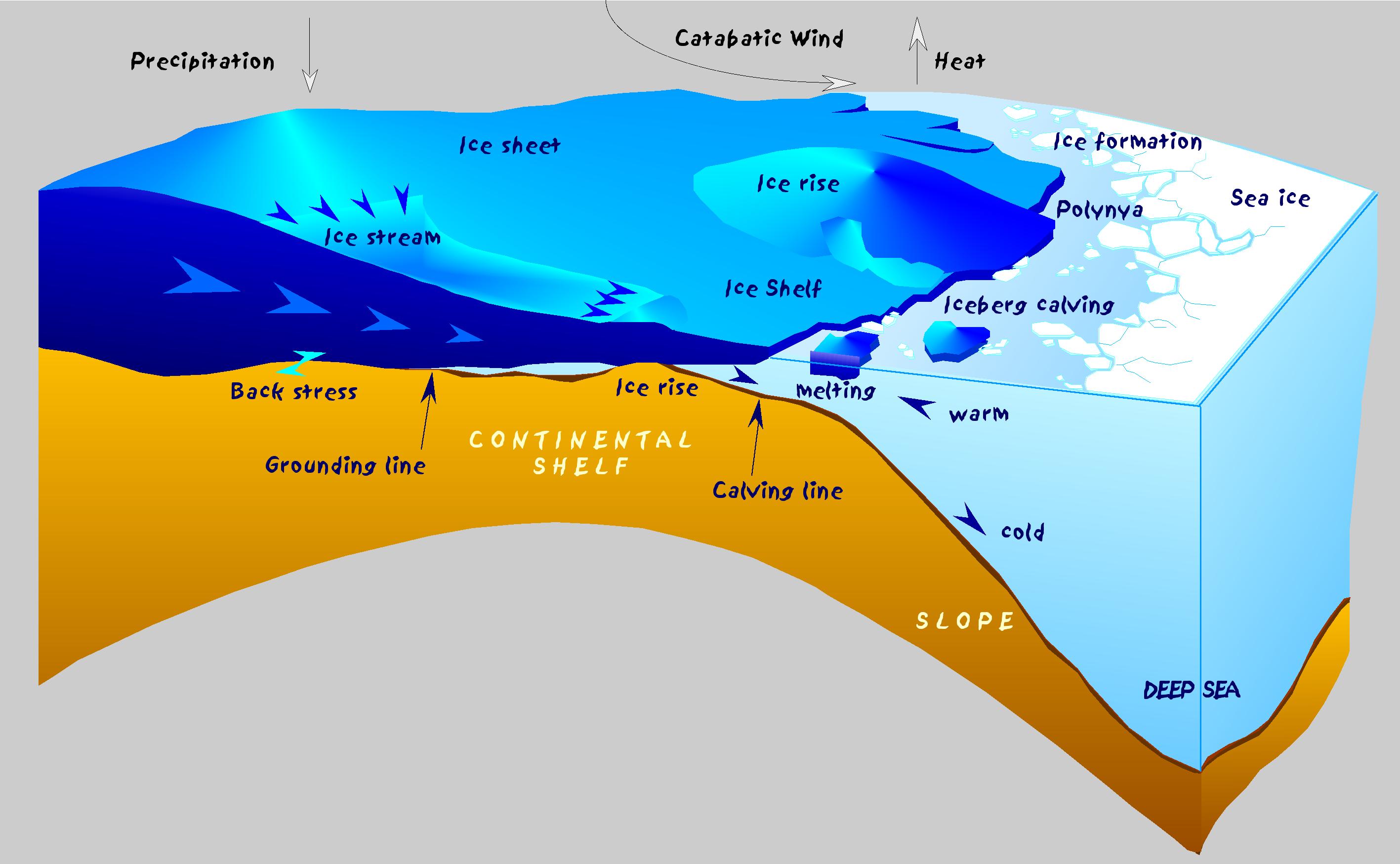
Diagrama de los procesos glaciares. Las polinias costeras en la Antártida se producen por la acción de los vientos catabáticos.

Una polinia (en inglés, «polynya») es un espacio abierto de agua rodeado de hielo marino. En la actualidad se utiliza como término geográfico para describir las zonas de mar localizadas en las regiones del Ártico o de la Antártida que permanecen sin helar durante gran parte del año. 
El término deriva de la palabra rusa полынья́ (polynyá), que designa un agujero en el hielo, y que fue adoptado en el siglo XIX por los exploradores polares para describir las porciones de mar navegables libres de hielo.

## Formación

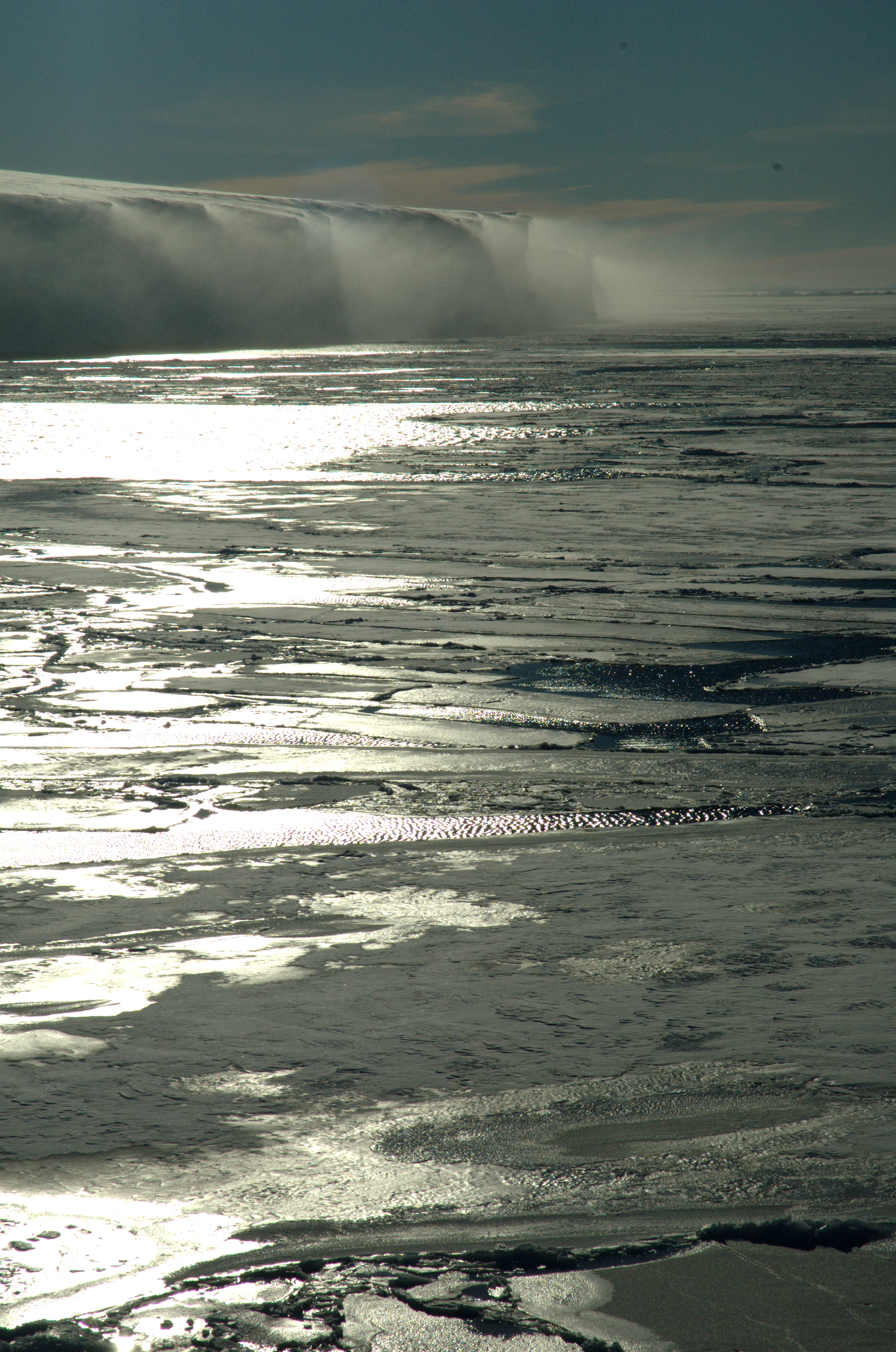
El viento catabático derramándose fuera de una plataforma de hielo.

Las polinias se forman fundamentalmente de dos maneras: 
- por un proceso termodinámico, que se produce cuando la temperatura de la superficie del agua nunca llega al punto de congelación. Esto puede deberse a la surgencia en una región de agua caliente, lo que reduce la producción de hielo y que puede incluso detenerla por completo. Este tipo de polinia se llama polinia de calor sensible (en inglés, «Sensible Heat Polynya»).

- por un proceso catabático, por la acción del viento catabático o las corrientes oceánicas, que actúan para llevar el hielo fuera de la frontera fija de hielo permanente. Este segundo tipo de polinia (se llama a veces polinia de calor latente) se forma inicialmente cuando la capa de hielo de primer año a la deriva es impulsada lejos de la costa, lo que deja un espacio de aguas abiertas en la formación del hielo nuevo. Este hielo nuevo es entonces también arrastrado por el viento hacia la barrera de hielo del primer año; cuando llega a la barrera, el hielo nuevo se consolida dentro de la barrera de hielo del primer año. La polinia de calor latente es la región de aguas abiertas comprendida entre la costa y la bolsa de hielo a la deriva del primer año.

Las polinias de calor latente son regiones de alta producción de hielo y, por tanto, son lugares de alta densidad de producción de agua dulce en ambas regiones polares. La elevada tasa de producción de hielo en estas polinias deja una gran cantidad de salmuera de rechazo en las aguas superficiales. Esta agua salada se hunde y luego se mezcla, con la posibilidad de formar nuevas masas de agua. Es una cuestión abierta si la polinias del Ártico pueden producir suficiente agua densa para formar una gran parte del agua densa necesaria para conducir la circulación termohalina.

## Tipos de polinia
En la nomenclatura para el hielo marino de la Organización Meteorológica Mundial (OMM), se dan las siguientes definiciones:
- polinia: cualquier abertura de forma irregular encerrada en hielo. Las polinias pueden contener escombros de hielo y/o estar cubiertas con hielo nuevo, nilas o hielo joven;
- polinia costera («Shore polynya»): polinia entre el «hielo a la deriva» y la costa o entre el «hielo a la deriva» y el «frente del hielo»;
- polinia agrietada («Flaw polynya»): polinia entre el «hielo a la deriva» y el «hielo fijo».
- polinia recurrente («Recurring polynya»): polinia que reaparece en la misma posición cada año.

## Ecología

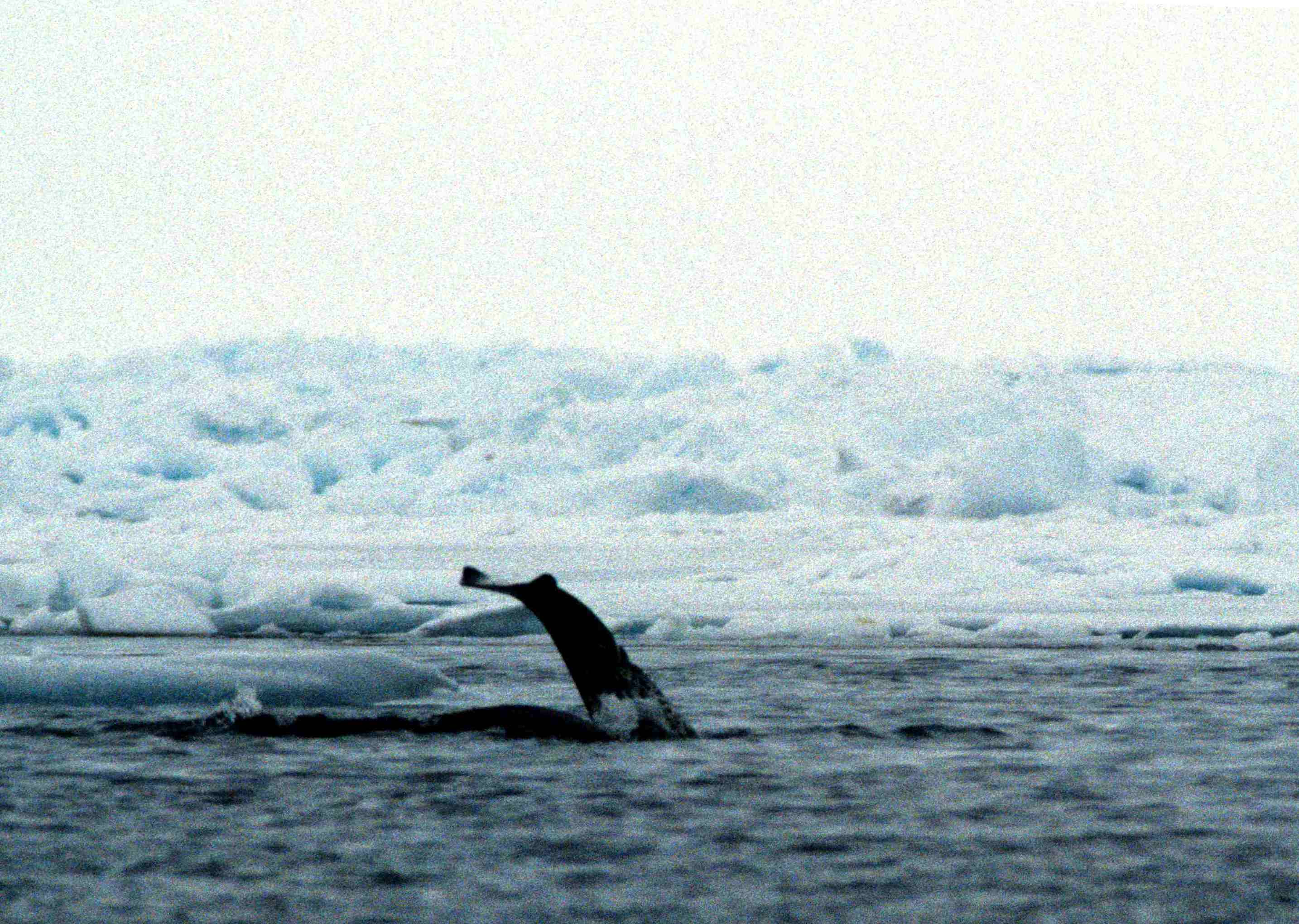
Inmersión de un narval en una polinia de la bahía de Baffin.

Algunas polinias, como la polinia North Water en Canadá, se forman estacionalmente a la misma hora y lugar cada año. Dado que los animales pueden adaptar sus estrategias de vida a esta regularidad, este tipo de polinias son de especial importancia en la investigación ecológica: en invierno, algunos mamíferos marinos, como la morsa, el narval o la beluga, no emigran al sur y siguen en ellas; en la primavera, la delgada o ausente cubierta de hielo permite pasar la luz a través de la capa superficial tan pronto como termina la noche invernal, lo que pone en marcha el florecimiento temprano de microalgas que se encuentran en la base de la cadena alimentaria marina. Por ello se cree que las polinias son lugares en los que una intensa y temprana producción de herbívoros planctónicos garantiza la transferencia de la energía solar (cadena trófica) fijada por las microalgas planctónicas al bacalao del ártico, pinnípedos, ballenas, y osos polares. 

## Otros usos del término
El término polinia también puede referirse a: 
- Polinia (o Polynia) de Kane,[3] un mar polar abierto alrededor del Polo Norte que en el siglo XIX se creía existía.[4] La búsqueda de este mar polar abierto está relacionada y es comparable con la del Paso del Noroeste.[5]

- Islas Polynias, un pequeño grupo de islas bajas canadienses próximas a la isla Melville, en el océano Ártico, pertenecientes a los Territorios del Noroeste. Estas islas fueron descubiertas por Francis Leopold McClintock (1819-1907) y, posiblemente, fueron llamadas así a causa del mar de hielo que observó en el interior del grupo.[6]

- Lago Polynia, también en la isla Melville, en Canadá.

- Polynia (barco): un buque aplastado en el mar de hielo en 1891, rescatado por el crucero ruso Aurora, y que es conmemorado en la canción tradicional de Terranova, Old Polina.